# Hyles salangensis
Hyles salangensis ist ein Schmetterling (Nachtfalter) aus der Familie der Schwärmer (Sphingidae).

## Merkmale
Die Falter haben eine Flügelspannweite von 55 bis 70 Millimetern. Sie sehen einer dunkel gefärbten Hybride zwischen Wolfsmilchschwärmer (Hyles euphorbiae) und Sanddornschwärmer (Hyles hippophaes) ähnlich, die Zahl der über viele Jahre hinweg gesammelten Tiere mit gleichem Aussehen legt aber nahe, dass es sich hierbei um eine valide Art handelt. Manche Individuen können Hyles euphorbiae robertsi ähnlich sehen.

## Vorkommen und Lebensweise
Die Art ist vom Salangpass in Afghanistan und den umgebenden Bergen bekannt. Dort fliegt Hyles salangensis Anfang Juli zwischen 2000 und 2700 Metern Seehöhe. Über die Präimaginalstadien ist ebenso wenig bekannt wie über die Lebensweise oder allfällige Parasitoide.

## Belege